# 云南省人民代表大会常务委员会
云南省人民代表大会常务委员会（简称云南省人大常委会）是云南省人民代表大会的常设机关，对云南省人民代表大会负责并报告工作。常务委员会由主任、副主任若干人，秘书长、委员若干人组成。

## 历史沿革
中华人民共和国1954年宪法及地方组织法并未规定设置省级人大的常务机关。
1979年7月，第五届全国人民代表大会第二次会议通过《关于修正中华人民共和国宪法若干规定的决议》，其中规定：“县和县以上地方各级人民代表大会设立常务委员会，它是本级人民代表大会的常设机关”。1980年1月，云南省第五届人民代表大会第二次会议召开，选举产生常务委员会。

## 机构设置
- 办公厅
- 选举联络工作委员会
- 法制工作委员会
- 预算工作委员会
- 代表资格审查委员会

直属单位
- 云南省人大常委会办公厅信息中心
- 《云南人大》杂志社
- 云南省人大机关印务中心

## 历届组成人员

### 第五届
- 任期：1980年1月－1983年4月
- 主任：安平生
- 副主任：孙雨亭、张铚秀、张冲、吴作民、张天放、王少岩、张海棠、习从真、吴志渊、张子斋、李和才、于兰馥、颜义泉（1981年12月增选）、黄平（1981年12月增选）、李桂英（1981年12月增选）
- 秘书长：孙雨亭

### 第六届
- 任期：1983年4月－1988年4月
- 主任：刘明辉（1985年8月辞职） → 李桂英（1985年8月补选）
- 副主任：孙雨亭（1985年8月辞职）、祁山、张天放、张子斋（1985年8月辞职）、王少岩、李和才、颜义泉、李桂英、马文东、吴生敏、王士超、王连芳、杨明（1985年8月补选）、龙泽汇（1985年8月补选）、余活力（1985年8月补选）
- 秘书长：祁山 → 王泽民

### 第七届
- 任期：1988年4月－1993年5月
- 主任：李桂英
- 副主任：杨一堂、王少岩、王士超、杨明、龙泽汇、刀国栋、余活力、白佐光
- 秘书长：龚一匡

### 第八届
- 任期：1993年5月－1998年1月
- 主任：尹俊
- 副主任：保永康、杨一堂（1996年2月辞职）、杨明、刀国栋、李树基、白佐光、保洪忠、麦赐球、吴光范（1996年2月补选）、王义明（1996年2月补选）
- 秘书长：保永康 → 刘平（1995年2月任）

### 第九届
- 任期：1998年1月－2003年1月
- 主任：尹俊
- 副主任：张宝三、邱创教、保洪忠、卢邦正、戴光禄、吴光范、王义明、高晓宇、刘北辰（2000年1月补选）、黄维彬（2001年2月增选）
- 秘书长：沈安波

### 第十届
- 任期：2003年1月－2008年1月
- 主任：白恩培
- 副主任：牛绍尧、梁公卿、卢邦正、黄炳生、戴光禄、王义明、江巴吉才、黄维彬（2004年5月撤职）、高晓宇、丹增（2007年1月任）、晏友琼（2007年1月任）
- 秘书长：沈安波

### 第十一届
- 任期：2008年1月－2013年1月
- 主任：白恩培（2011年8月30日辞职） → 秦光荣（2012年2月16日当选[2]）
- 副主任：晏友琼、江巴吉才、程映萱、李春林（2012年3月31日辞职）、杨应楠（2012年2月16日当选[3]）、杨建甲、杨保建
- 秘书长：白保兴

### 第十二届
- 任期：2013年1月－2018年1月
- 主任：秦光荣 → 李纪恒（2015年1月31日当选[4]，2016年9月29日辞职） → 陳豪（2017年1月21日当选）
- 副主任：孔垂柱（2014年5月29日辞职[5]）、杨应楠（2016年1月19日辞职[6]）、和段琪（2017年1月21日当选）、杨保建、李培（2017年1月21日当选[7]）、张百如、刀林荫、王树芬、卯稳国（2015年1月31日当选[8]）、赵立雄（2016年1月29日当选[9]）
- 秘书长：白保兴

### 第十三届
- 任期：2018年1月－2023年1月
- 主任：陳豪（2020年11月25日辞职[10][11]） → 阮成发（2021年1月29日当选[12]，2021年11月24日辞职[13]） → 王宁（2022年1月23日-）
- 副主任：和段琪（2021年1月29日辞职[14]）、杨保建、李培、王树芬、纳杰、杨福生、张太原（2021年1月29日当选[15]）、罗红江（2021年1月29日当选[15]）、李小三（2022年1月23日当选[16]）、宗国英（2022年1月23日当选[16]）、李文荣（2022年1月23日当选[16]）
- 秘书长：韩梅

### 第十四届
- 任期：2023年1月－
- 主任：王宁
- 副主任：李小三、宗国英、王树芬（女，藏族）、李文荣、徐彬、任军号、罗红江（傣族）
- 秘书长：韩梅（女，苗族）